# Matopo neotropicalis
Matopo neotropicalis är en fjärilsart som beskrevs av Jones 1908. Matopo neotropicalis ingår i släktet Matopo och familjen nattflyn. Inga underarter finns listade i Catalogue of Life.